# Willi Hennig
Pour les articles homonymes, voir Hennig.
Willi Hennig (20 avril 1913 – 5 novembre 1976) est un biologiste allemand, célèbre pour avoir posé les fondements de la classification phylogénétique en développant le paradigme cladiste. Avec ses travaux sur l'évolution et la systématique, il a révolutionné l'étude des relations de parenté entre les êtres vivants. Grâce à lui, on peut maintenant affirmer que le cœlacanthe, avant considéré comme faisant partie du groupe des « poissons », est en fait plus proche des humains que d'une sardine, par exemple. En tant que taxonomiste, il était spécialisé dans les diptères (groupe des mouches et des moustiques).

## Biographie

### Enfance et études
Hennig est né à Dürrhennersdorf, en Haute-Lusace (Oberlausitz), dans la Saxe. Sa mère, Marie Emma Hennig, a travaillé comme employée de maison, et, plus tard, comme ouvrière d'usine. Son père, Karl Ernst Emil Hennig, était un cheminot. Willi Hennig avait deux frères, Fritz Rudolf Hennig, qui devint ministre, et Karl Herbert Hennig, porté disparu en 1943 à Leningrad.
Au printemps 1919, Willi Hennig commença l'école à Dürrhennersdorf, puis à Taubenheim (Taubenheim an der Spree) et Oppach. Rudolf Hennig a décrit leur famille comme paisible, bien que leur père possédât un certain tempérament.
Après 1927, Willi Hennig continua ses études au Realgymnasium de Klotzsche, près de Dresde. Là, il rencontra son premier maître, Rost. Rost avait un grand intérêt pour les insectes et présenta Hennig à Wilhelm Meise, qui travaillait comme scientifique au Dresdener Museum für Tierkunde ( = museum de Dresde pour la zoologie). Hennig reçut son diplôme le 26 février 1932. Dès 1931, il composa un essai intitulé Die Stellung der Systematik in der Zoologie (La position de la systématique en zoologie), dans le cadre d'un travail scolaire publié à titre posthume en 1978. Il y montrait à la fois son intérêt pour la question et son mode de traitement systématique des problèmes. En dehors de l'école, Hennig travaillait comme volontaire au musée et, avec l'aide de Meise, il fit l'investigation systématique et biogéographique des serpents "volants" du genre Dendrophis qui devint son premier travail publié.
En 1932, Hennig suivit les cours de biologie, botanique et géologie de l'université de Leipzig. Il continua néanmoins à fréquenter le musée de Dresde. Là-bas, il rencontra le conservateur de la collection entomologique, l'expert en diptères Isidor Fritz van Emden. Hennig le rencontrait régulièrement avant que van Emden se fasse exclure du parti national-socialiste allemand pour avoir épousé une femme juive.
Hennig, malgré cela, a développé une amitié profonde avec le successeur de Emden, Klaus Günther. Hennig a pu conclure ses études avec une thèse intitulée Beiträge zur Kenntnis des Kopulationsapparates der cyclorrhaphen Dipteren (Contributions à la connaissance des appareils copulateurs des Diptères Cyclorrhaphes). À cette époque, Hennig avait publié huit articles scientifiques : outre les 300 pages de révision sur les Tylidae (maintenant classé comme Micropezidae), on peut également citer ses publications sur les Diptères et sur les lézards volants Agamidés du genre Draco. Après ses études, Hennig travailla comme bénévole au musée de l'état pour la zoologie à Dresen. Le 1er janvier 1937, il obtient une bourse de la Deutsche Forschungsgemeinschaft
(DFG) pour travailler à l'institut allemand d'entomologie de la Kaiser-Wilhelm-Gesellschaft à Dahlem. Le 13 mai 1939, Hennig se maria avec Irma Wehnert, une ancienne camarade d'université. En 1945, la famille compte trois enfants, Wolfgang (né en 1941), Bernd (né en 1943) et Gerd (né en 1945).

### Entomologiste militaire
En 1938 Willi Hennig fut détaché dans l’Infanterie pour assurer un enseignement d’entomologie qui dura jusqu’en 1939. Dès le début de la Seconde Guerre mondiale, l’Infanterie l’envoya en Pologne, en France, au Danemark et en Russie. Blessé par un éclat de grenade en 1942, il fut muté comme entomologiste à l’Institut für Tropenmedizin und Hygiene de l’Académie militaire avec le grade de lieutenant "Sonderführer (Z)". C’est juste avant la fin de la guerre qu’il fut envoyé en Italie au sein du Heeresgruppe C de la 10e Armée pour combattre la malaria et d’autres épidémies. Sa participation active à la guerre en tant que soldat et scientifique lui vaudra des accusations d'avoir été membre du Parti National Socialiste, en particulier par le biologiste italien Léon Croizat, fondateur de la panbiogéographie. Il n'y a toutefois aucune preuve pour étayer ces accusations ; Hennig ne fut jamais membre du Parti National Socialiste et n'exprima jamais publiquement son éventuel soutien au régime nazi.
Fait prisonnier par les Anglais dans le golfe de Trieste, il resta en captivité de mai à octobre 1945, période pendant laquelle il commença à rédiger sa plus importante contribution à la systématique, qui ne sera publiée qu'en 1950. Le manuscrit fut rédigé au crayon et au stylo à bille sur un cahier de brouillon format A4, comptant 170 pages. Durant la guerre, il publia également quelque 25 articles scientifiques. La majeure partie de sa correspondance et de ses recherches bibliographiques furent menées par sa femme, Irma.

### Années 1950: première ébauche de sa théorie d'une systématique phylogénétique
Du 1er décembre 1945 au 31 mars 1947, Willi Hennig occupa un poste d'assistant du Professeur Friedrich Hempelmann à l'Université de Leipzig en remplacement de son directeur de thèse, Paul Buchner, et donna des cours de biologie générale, de zoologie et d'entomologie. Il retourna à l'Institut Entomologique de Berlin le 1er avril 1947 et démissionna de son poste à Leipzig. À partir du 1er novembre 1949 il dirigea la section d'entomologie systématique et fut le second directeur de l'Institut. Le 1er août 1950, il enseigna la zoologie à la Brandenburgische Landeshochschule de Potsdam. Le 10 octobre de la même année, il accepta un poste de professeur et donna des cours de zoologie des invertébrés, de systématique et de taxonomie. La même année, il publia ses Grundzüge einer Theorie der phylogenetischen Systematik («Fondements d'une théorie de la systématique phylogénétique»), puis d'autres travaux sur la méthodologie de la systématique phylogénétique au cours des années suivantes, ainsi que de nombreux travaux taxonomiques sur les diptères. Son Manuel de Zoologie en deux volumes, dans lequel il appliquait pour la première fois la systématique phylogénétique aux invertébrés, remporta un grand succès.
Il continua à travailler à l'Institut Entomologique d'Allemagne dans le Secteur Soviétique de Berlin à Friedrichshagen, en quittant le Secteur Américain à Steglitz. Lors d'un voyage en France avec son fils le 13 août 1961, il entendit parler de la construction du Mur de Berlin et retourna immédiatement à Berlin pour abandonner son poste. Anti-communiste et ayant une relation complexe avec la SED (Parti socialiste unifié d'Allemagne) qui était le parti politique officiel d'Allemagne de l'Est (il existait une CDU-Ost ainsi qu'une FDP-Ost), Hennig ne souhaitait pas s'installer à Berlin Est, et il aida plusieurs employés de l'Institut à obtenir un travail à l'Ouest.

### De 1961 à 1976

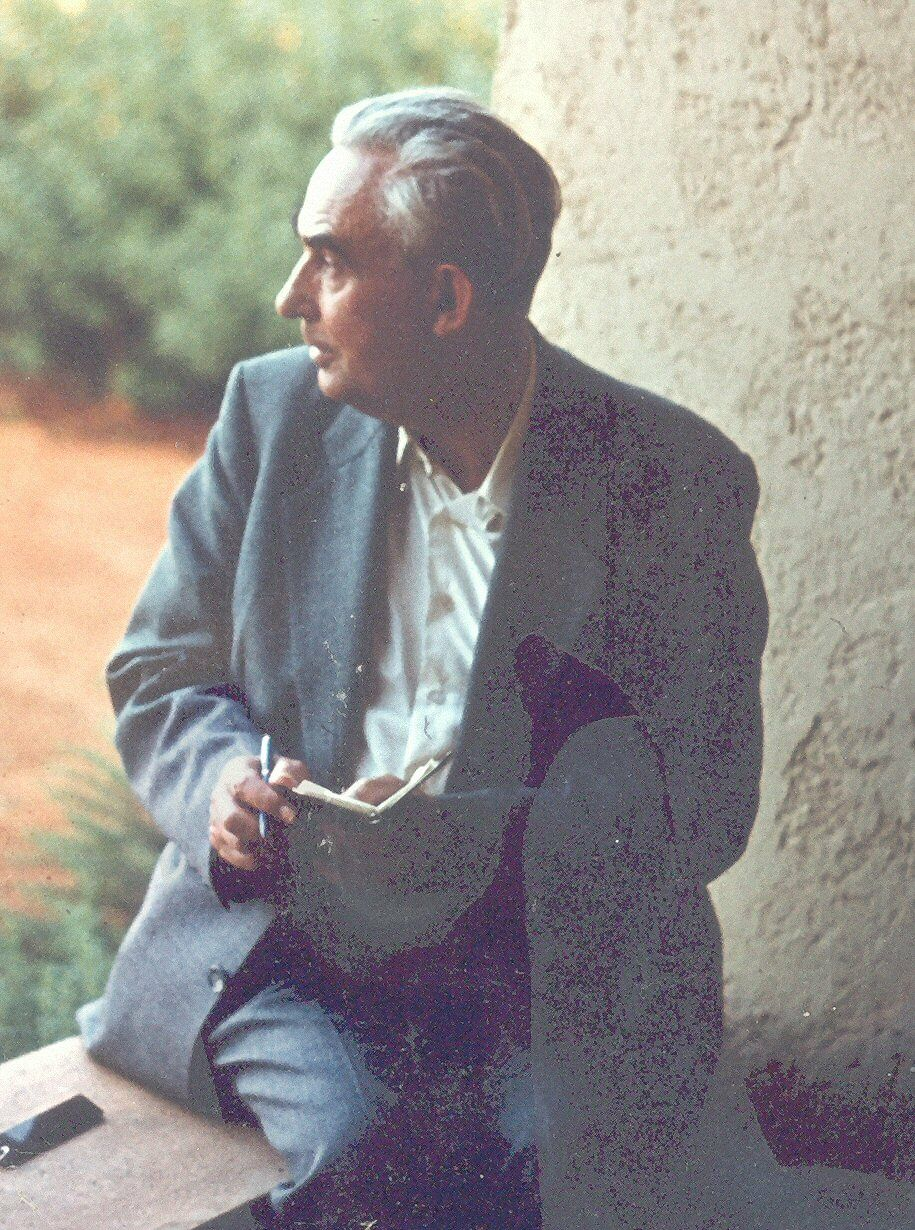
Willi Hennig (vers 1970).

À Berlin Ouest, Hennig occupa un poste en intérim de Professeur Distingué à la Technische Universität Berlin. Il refusa les offres de l'U.S. Department of Agriculture de Washington DC, ainsi que celle de son ami Elmo Hardy de devenir Chargé de Recherche à l'Université d'Hawaï à Honolulu, se justifiant par le fait que l'éducation de ses fils était pour lui une priorité, et qu'il avait besoin d'avoir "les témoins culturels de la vieille Europe Gréco-Romaine à portée de main". Il accepta un poste au Muséum National d'Histoire Naturelle de Stuttgart, où lui fut confié un département de recherche en phylogénétique. En avril 1963, il partit à Ludwigsbourg-Pflugfelden dans le cadre de ce poste. Les collections scientifiques du Muséum avaient été conservées provisoirement à Ludwigsburg et y restèrent jusqu'à leur déménagement sur le nouveau site du muséum à la Löwentor de Stuttgart, en 1985.
Les travaux d'Hennig à Stuttgart consistaient presque exclusivement en des révisions taxonomiques sur les diptères. À la fin de sa vie, il avait complété 29 numéros des Stuttgarter Beiträge zur Naturkunde, où il publia la majorité de ses travaux. Les plus importants d'entre eux sont l'article publié dans Flies of the Palaearctic Regions d'Erwin Linder et le Manuel de Zoologie. La méthode cladistique fut également l'objet de plusieurs de ses publications, dont l'une des plus célèbres est l'article Cladistic analysis or cladistic classification? A reply to Ernst Mayr (1974), conçu comme une réponse universellement accessible aux critiques formulées par Ernst Mayr sur la systématique phylogénétique.
Willi Hennig ne visita des institutions internationales que deux fois, bien qu'il reçut de nombreuses invitations à donner des séminaires. Du 1er septembre au 30 novembre 1967, il travailla à l'Institut de Recherche en Entomologie au Département de l'Agriculture du Canada à Ottawa, et participa au Congrès International d'Entomologie à Canberra du 22 au 30 août 1972. Durant ce dernier séjour, il visita également avec sa femme Bangkok, la Nouvelle-Guinée (où Mayr élabora une grande partie de sa taxonomie des oiseaux) et Singapour. Son séjour au Canada lui permit également de visiter plusieurs collections entomologiques des muséums des États-Unis, parmi lesquelles celles de Cambridge, Chicago, Washington DC et New York, toujours dans le but de trouver de nouveaux diptères fossilisés dans l'ambre sur lesquels il travaillait beaucoup à la fin des années 1960 et au début des années 1970. À la demande de Klaus Günther, qui occupait alors une chaire à l'Université libre de Berlin, Hennig reçut un doctorat honoris causa le 4 décembre 1968 ; pour des raisons de santé, il ne put l'accepter en personne, et Günther le lui remit le 21 mars 1969 à Stuttgart. Sur l'initiative d'étudiants qui avaient assisté à ses conférences sur les différents taxons du règne animal, Hennig fut nommé professeur honoraire à l'Université Eberhard Karl de Tübingen le 27 février 1970.
Dans la nuit du 5 novembre 1976, Hennig mourut d'une crise cardiaque à Ludwigsburg. Il avait auparavant annulé plusieurs conférences en raison de sa santé déclinante, et avait déjà eu une attaque lors de son voyage à Ottawa. Il fut enterré le 10 novembre au cimetière de Tübingen.
Un genre de Diptères, Hennigiola, porte son nom.

## Apport à la systématique
Si Willi Hennig était avant tout diptériste, ses découvertes en matière de systématique ont profondément modifié la perception de la notion d'évolution dans la science moderne. Il est le premier à avoir proposé l'idée de regrouper les organismes selon des caractères hérités par voie d'ascendance commune, c'est-à-dire hérités d'un ancêtre commun qui les a transmis à l'ensemble de ses descendants. Sa méthode refuse la classification par l'absence ou la perte d'un trait, et ne regroupe des organismes que sur un caractère qu'ils présentent tous. Il oppose les synapomorphies (caractères dérivés partagés) aux homoplasies (caractères dérivés acquis plusieurs fois au cours de l'évolution : les ailes des insectes et des oiseaux, par exemple, ne peuvent être considérées comme homologues car elles ont été acquises de manière indépendante et ne constituent pas un même caractère) et aux plésiomorphies (caractères primitifs : par exemple, pour étudier les relations de parenté au sein des mammifères, le caractère présence/absence de poils n'est pas pertinent car tous les mammifères en possèdent, il ne s'agit pas d'un nouveau caractère qui permettrait de regrouper certains mammifères par rapport à d'autres).
Son ouvrage le plus célèbre, Phylogenetische Systematik, fut traduit en anglais en 1966 et devint le fondement de la méthode cladistique, basée sur ces principes de classification par caractères dérivés, et encore utilisée aujourd'hui par les systématiciens du monde entier. Ce livre n'a par ailleurs jamais fait l'objet d'une traduction française.